# Bataille de Bloedrivier Poort
Seconde guerre des Boers
Batailles
Raid Jameson (décembre 1895 - janvier 1896)
- Doornkop

Front ouest (octobre 1899 - juin 1900)
- Kraaipan
- Belmont
- Graspan
- Modder River
- Stormberg
- Magersfontein
- Kimberley
- Paardeberg
- Poplar Grove
- Driefontein
- Sand River
- Mafeking
- Doornkop
- Biddulphsberg
- Lindley
- Diamond Hill

Front est (octobre 1899 - août 1900)
- Talana Hill
- Elandslaagte
- Rietfontein
- Bataille de Ladysmith
- Colenso
- Spion Kop
- Vaal Krantz
- Siège de Ladysmith
- Libération de Ladysmith
- Bergendal

Raids et guérillas (mars 1900 - mai 1902)
- Sanna's Post
- Mostertshoek
- Jammerbergdrift
- Roodewal
- Bothaville
- Leliefontein
- Nooitgedacht
- Vlakfontein
- Groenkloof
- Elands River
- Bloedrivier Poort
- Bakenlaagte
- Groenkop
- Tweebosch
- Rooiwal

La bataille de Bloedrivier Poort est une bataille qui s'est déroulée le 17 septembre 1901 lorsqu'un kommando dirigé par Louis Botha vainquit une armée britannique commandée par le major Hubert Gough au cours de la seconde guerre des Boers.

## Rétroactes
En août 1901, les leaders boers étaient toujours déterminés à porter la guerre dans les colonies britanniques du Cap et du Natal. Par cette stratégie, ils pensaient pouvoir éloigner les Britanniques de leurs terres et protéger leur population de la politique de la terre brûlée menée par Kitchener, ainsi que d'encourager la majorité afrikaaner de la colonie du Cap à se joindre à leur combat ou au moins gagner des recrues. Ainsi, un kommando dirigé par Botha se dirigea au sud-est vers le Natal, alors que Jan Smuts se dirigea vers le sud pour envahir la Colonie du Cap.
Les renseignements britanniques furent mis au courant de ces plans, mais Botha parvint à éviter les colonnes britanniques. Les pluies fraîches du printemps rendaient la marche particulièrement difficile pour les chevaux. Le 14 septembre, Botha établit le camp de son kommando de 1 000 hommes à proximité d'Utrecht pour permettre à ses hommes et ses montures de récupérer. Pendant ce temps, le 24e infanterie montée de Gough effectuait un mouvement par train de 800 kilomètres depuis Kroonstad dans l'État libre d'Orange jusque Dundee au Natal. Gough reçut l'information des services de renseignements britanniques que Botha se trouvait à proximité avec 700 hommes.

## La bataille
Gough mena ses hommes de Dundee au De Jaeger's Drift (« Gué du chasseur »), un gué sur la rivière Buffalo. Estimant le rapport des renseignements exagéré, le commandant britannique envoya trois compagnies en reconnaissance au-delà de la rivière. Gought repéra avec ses jumelles 300 Boers ayant mis pied à terre près d'une ferme à proximité de Bloedrivier Poort. Laissant en arrière ses 450 autres hommes au lieutenant-colonel H. K. Stewart, Gough avança dans la plaine au début de l'après-midi, pensant attaquer par surprise les Boers de la ferme. Pendant ce temps, Botha, ayant repéré les Britanniques, avait commencé à les contourner sur son flanc droit avec 700 hommes.
L'attaque montée de Botha prit complètement par surprise les troupes de Gough. Le lieutenant Llewellyn Price-Davies (en) du King's Royal Rifle Corps gagna la Victoria Cross pour sa défense héroïque des canons de campagne. Gough fut capturé, s'échappa, fut de nouveau capturé et réussit finalement s'enfuir à pied une fois la nuit tombée. Du côté britannique, 4 officiers et 19 hommes de troupe furent tués ou mortellement blessés, 2 officiers et 19 hommes blessés, et 6 officiers et 235 hommes capturés. Selon les pratiques boers habituelles, les Britanniques furent désarmés, dépouillés de leur équipement utile, et autorisés à regagner leur camp. Deux canons de campagne furent pris, 180 fusils et une grande quantité de munitions. Les 200 chevaux capturés étaient en piteux état, et peu utiles aux vainqueurs. Les pertes des Boers étaient légères.

## Après la bataille
Botha ne put exploiter cette victoire car tous les gués de la Buffalo River étaient bloqués par les Britanniques. Les Boers se dirigèrent vers le sud-est, espérant trouver un endroit pour passer au Natal. À la frontière du Zululand, Botha attaqua le camp britannique de Fort Italia, le pensant peu défendu. Les Boers subirent un revers sanglant, avec 56 morts ou blessés. Quand Botha réalisa que les forces britanniques s'approchaient en nombre supérieur, il retourna au Transvaal. Son raid avait échoué.

## Sources
- Pakenham, Thomas. The Boer War. New York: Avon Books, 1979.  (ISBN 0-380-72001-9)